# Chrominanz
Die Chrominanz oder auch Farbigkeit bezeichnet in der Videotechnik ein Signal mit Informationen über die Farbart. Es wird parallel mit der Luminanz (das Helligkeitssignal, entspricht aus Gründen der Kompatibilität oft dem reinen Schwarzweiß-Bild) übertragen. Beide zusammen liefern im Rahmen eines Helligkeits-Farbigkeits-Modells die vollständige Information über das farbige Bild.
Im Gegensatz dazu gibt es Farbmodelle, die einen Farbort durch drei Grundfarben angeben,  wie der RGB-Farbraum.

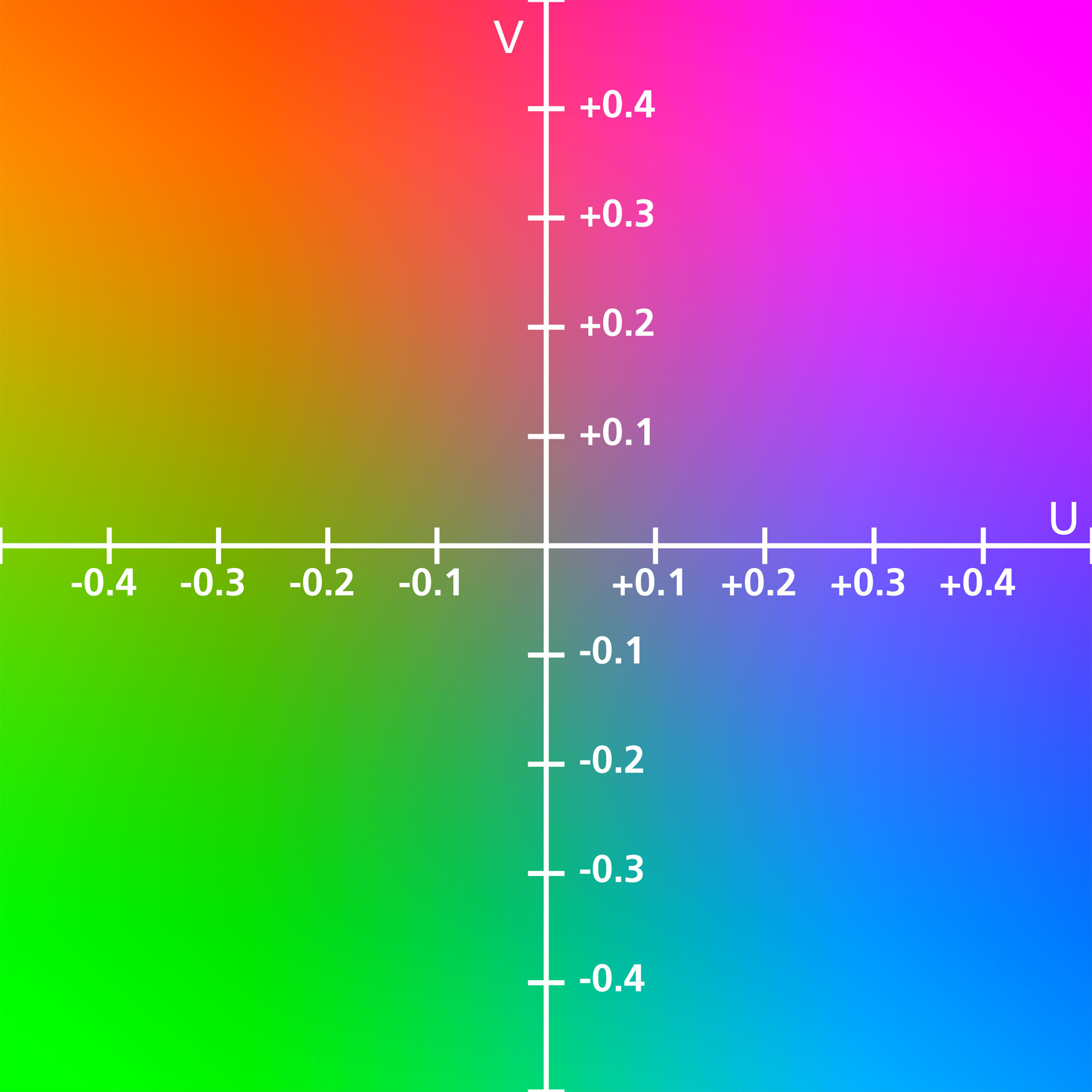
Farbfläche von YUV. Das erste Chrominanzsignal U stellt die horizontale Achse dar, das zweite Chrominanzsignal V die vertikale Achse.

Da der vom Menschen aufgrund seiner Physiologie wahrgenommene Farbraum in einer Fläche aufgespannt werden kann, muss die Übertragung oder Speicherung einer für den menschlichen Betrachter vollständigen Farbinformation mit mindestens zwei voneinander unabhängigen Chrominanz-Signalen erfolgen. In nebenstehender Abbildung ist diese Farbfläche beispielhaft für das YUV-Farbmodell dargestellt.
Die Festlegung auf nur zwei Chrominanzsignale für die vollständige Abbildung der Farbinformation ist allerdings nicht grundsätzlich gegeben, sondern durch den speziellen Aufbau des menschlichen Auges bestimmt. Für Lebewesen mit einer anderen Farbwahrnehmung, wie beispielsweise Beuteltiere oder Honigbienen, müssten weitere Chrominanzsignale hinzukommen. Es ergeben sich dann höherdimensionale Farbräume. Andererseits käme ein Fernsehgerät für Hunde und die meisten anderen Höheren Säugetiere mit einem einzigen Chrominanzsignal aus.
Die beiden für menschliche Betrachter benötigten Farbsignale spielen sowohl beim analogen als auch beim digitalen Farbfernsehen, bei der Videoübertragung, der Farbfotografie und den dabei verwendeten Farbmodellen eine Rolle. In allen diesen Fällen bezeichnet Y das Helligkeitssignal, die folgenden beiden Großbuchstaben wie CbCr die Chrominanzsignale. Diese werden je nach Anwendung unterschiedlich gebildet, woraus sich die verschiedenen Bezeichnungen ergeben:
| Farbmodell | Anwendung: analog / digital | Anwendung: Normen und Standards, Geräte                                      |
| ---------- | --------------------------- | ---------------------------------------------------------------------------- |
| YCbCr      | digital                     | Bild-/Videoübertragung gemäß MPEG und JPEG, DVD, digitales PAL und NTSC, DVB |
| YPbPr      | analog                      | Component-Video-Signal (Videorekorder, Spielkonsolen, Flachbildschirme)      |
| YUV        | analog                      | Fernsehnormen PAL und NTSC (heute); Composite Video, S-Video                 |
| YDbDr      | analog                      | Fernsehnorm SECAM                                                            |
| YIQ        | analog                      | NTSC (früher)                                                                |